# 여자가 밤을 두려워하랴
《여자가 밤을 두려워 하랴》는 한국에서 제작된 김성수 감독의 1983년 영화이다. 태민영 등이 주연으로 출연하였고 김용덕 등이 제작에 참여하였다.

## 출연

### 주연
- 태민영
- 전무송
- 정은숙
- 김부선

## 기타
- 조명: 정덕규

## 같이 보기
- 여자가 밤을 두려워하랴 2